# Хай Нинь
Хай Нинь (вьет. Hải Ninh; 31 декабря 1931 — 5 февраля 2013) — вьетнамский сценарист и кинорежиссёр. Народный артист Вьетнама (1984).

## Биография
Окончил Национальную киношколу в Ханое, его преподавателем в этой школе был Аждар Ибрагимов.
С 1962 года в кино. Часто писал сценарии к своим фильмам. 
Участник и призёр многих кинофестивалей.

## Фильмография

### Режиссёр
- 1962 — Один день в начале осени / Một ngày đầu thu
- 1964 — Молодой боец / Người chiến sĩ trẻ
- 1967 — Лес девушки Тхам / Rừng O Thắm
- 1973 — 17-я параллель: Дни и ночи[вьет.] / Vĩ tuyến 17 ngày và đêm
- 1975 — Девочка из Ханоя[вьет.] / Em bé Hà Nội
- 1975 — Город на заре / Thành phố lúc rạng đông (д/ф)
- 1977 — Первая любовь / Mối tình đầu
- 1980 — Родная земля / Đất mẹ
- 1983 — Пляж - человеческая жизнь / Bãi biển đời người
- 1989 —  / Đêm hội Long Trì
- 1990 —  / Kiếp phù du

### Сценарист
- 1967 — Лес девушки Тхам / Rừng O Thắm
- 1973 — 17-я параллель: Дни и ночи / Vĩ tuyến 17 ngày và đêm

## Награды
- 1973 — номинация на Золотой приз VIII Московского международного кинофестиваля («17-я параллель: Дни и ночи»)
- 1975 — приз Международного кинофестиваля в Лейпциге («Город на заре»)
- 1975 — номинация на Золотой приз IX Московского международного кинофестиваля («Девочка из Ханоя»)
- 1975 — диплом IX Московского международного кинофестиваля («Девочка из Ханоя»)
- 1978 — спецприз Кинофестиваля в Карловых Варах («Первая любовь»)
- 1984 — Народный артист Вьетнама
- 2007 — Государственная премия имени Хо Ши Мина в области кино.